# ولادیمیر اسوتکوویچ
ولادیمیر اسوتکوویچ (سیریلیک صربی: Владимир Цветковић؛ زادهٔ ۲۴ مهٔ ۱۹۴۱) بازیکن بسکتبال اهل یوگسلاوی بود.
از باشگاه‌هایی که در آن بازی کرده‌است می‌توان به باشگاه بسکتبال ستاره سرخ بلگراد اشاره کرد.
وی در مسابقات کشوری و بین‌المللی در مجموع برندهٔ ۴ مدال نقره شده‌است.